# Jane Williams

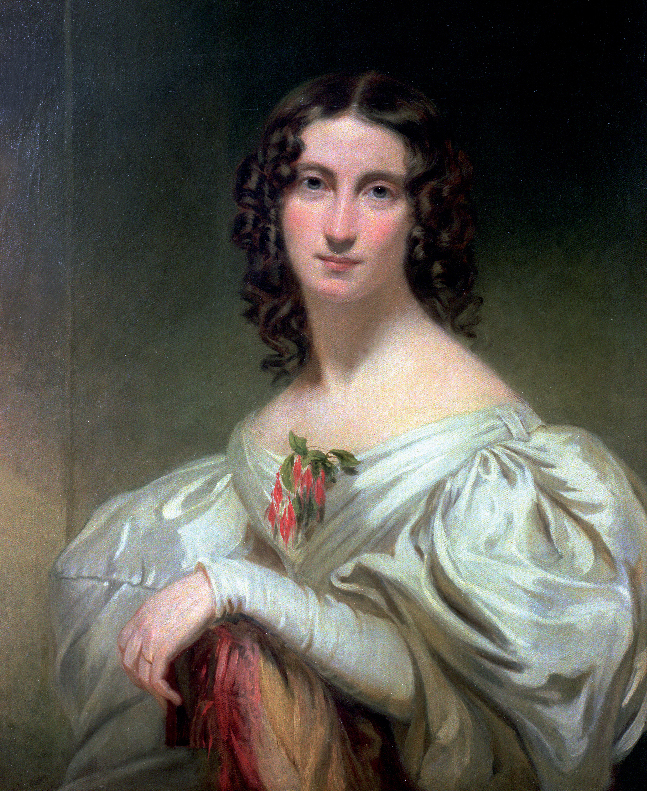
Jane Williams, Gemälde von George Clint, um 1822

Jane Williams (geborene Jane Cleveland; * 21. Januar 1798 in London; † 8. November 1884 in London) war die Widmungsträgerin mehrerer Gedichte von Percy Bysshe Shelley. 
Jane kam aus ursprünglich wohlhabender, durch die Spielsucht der früh verwitweten Mutter aber verarmten Familie. Sie wuchs in England und Indien auf und heiratete John Edward Johnson, einen Marineoffizier, den sie jedoch wegen seiner Brutalität bald verließ. Sie lebte in der Folge mit Edward Ellerker Williams in England, der Schweiz und Italien und gebar ihm zwei Kinder. 
Anfang 1821 kamen Jane und Edward Williams in Pisa an und lernten dort Percy und Mary Shelley kennen.
Aus der allmählich entstehenden Freundschaft der Paare vom Februar 1821 an entwickelte sich eine tiefe aber offenbar platonisch gebliebene Verehrung des Dichters für Jane. Jane war musikalisch gebildet, Shelley kaufte ihr eine spanische Guitarre und schickte ihr Gedichtfragmente, um eventuell daraus Lieder zu komponieren. Außerdem schrieb er für Jane einige Gedichte, die zum Teil ausdrücklich ihr gewidmet waren.
Nach dem Tod von Shelley und Edward Williams am 8. Juli 1822, beide ertranken beim Untergang ihres Bootes während eines Sturms auf See vor Viareggio, kehrte Jane nach England zurück. Mary Shelley stellte ihr dort Thomas Jefferson Hogg, einen weiteren Freund Shelleys, vor. Zwischen beiden entwickelt sich eine Liebesbeziehung, und sie lebten von da an als Ehepaar zusammen. Sie unterstützte Hogg 1858 bei dessen ersten zwei Bänden seiner Biographie Shelleys.